# Rhaphidorrhynchium argyroviride
Rhaphidorrhynchium argyroviride är en bladmossart som beskrevs av Brotherus 1925. Rhaphidorrhynchium argyroviride ingår i släktet Rhaphidorrhynchium och familjen Sematophyllaceae. Inga underarter finns listade i Catalogue of Life.